# The Contino Sessions
The Contino Sessions – drugi album studyjny brytyjskiego zespołu Death in Vegas. Wydany w 1999 roku.

## Lista utworów
1. „Dirge”
2. „Soul Auctioneer”
3. „Death Threat”
4. „Flying”
5. „Aisha”
6. „Lever Street”
7. „Aladdin’s Story”
8. „Broken Little Sister”
9. „Neptune City”

## Skład
- Richard Fearless
- Tim Holmes

### Współtwórcy
- Dot Allison (w utworze „Dirge”)
- Bobby Gillespie (w utworze „Soul Auctioneer”)
- Iggy Pop (w utworze „Aisha”)
- Jim Reid (w utworze „Broken Little Sister”)